# Брансдал, Торхильд
Магни Торхильд Роланд Брансдал (норв. Magny Torhild Roland Bransdal; 10 апреля 1956 — 28 сентября 2022, Кристиансанн) — норвежский политик, депутат Стортинга (2017—2021).

## Биография
Родилась 10 апреля 1956 года в Агдере.
В 1991—2019 гг. член муниципального совета Веннеслы. В 1999—2017 гг. мэр Веннеслы (за всю историю — единственная женщина на этом посту).
В период её руководства в Веннесле были построены Дом культуры и плавательный бассейн.
В 2009—2017 гг. запасной депутат Стортинга от Христианско-демократической партии по избирательному округу Вест-Агдер.
В 2017—2021 гг. депутат Стортинга.
Умерла в отделении паллиативной помощи больницы Сорландет (Sørlandet) 28 сентября 2022 года после тяжёлой продолжительной болезни (онкология).
Муж — Ханс Брансдаль. Двое детей.